# Barbara Schulz
Pour les articles homonymes, voir Schulz.
Barbara Schulz, née le 15 mars 1972 à Talence (Gironde), est une actrice et réalisatrice française.
Pour son travail au théâtre, elle a remporté deux Molières.

## Biographie

### Jeunesse et formation
Née à Talence le 15 mars 1972, Barbara Schulz passe son enfance entre le Béarn, le pays basque et les Charentes avant d'arriver à Paris à l'âge de huit ans. 
Son père est chimiste, sa mère travaille dans les assurances.
Élevée dans l'amour du spectacle par une mère à la « vocation de saltimbanque » contrariée, elle commence des cours de comédie à quinze ans au cours Simon. Après un bac scientifique, elle reprend une formation d'art dramatique auprès de Jean-Laurent Cochet. Elle avoue qu'elle « n'était pas du tout une vedette de cours, bien au contraire. », tout en continuant ses études jusqu'en licence de sciences économiques à l'Université Paris-1 Panthéon-Sorbonne.

### Débuts et télévision (années 1990)
Après des apparitions dans des courts métrages, dont Vita sexualis de Vincent Garenq en 1993, et des publicités, dont une qu'elle décrit comme « un souvenir cauchemardesque, habillée comme une pouffe avec un baril de lessive à la main » et une autre pour une marque de chewing-gum fameuse, elle obtient en 1993 son premier rôle au cinéma dans Coup de jeune. Elle y incarne une jolie fille de quatorze ans, quand elle en a alors vingt. On la découvre la même année à la télévision dans la saga estivale, Les Grandes Marées.
En 1994, son apparence juvénile permet à Barbara, comme dans Coup de jeune, d'incarner une adolescente dans les deux premiers épisodes de la série télévisée Madame le Proviseur. Elle est encore une lycéenne séduite par Vincent Lindon dans L'Irrésolu. Cette même année, elle monte sur les planches pour la première fois dans Les Sorcières de Salem. Cette première est un succès ; la pièce sera jouée plus de six mois.
Elle est en 1995 à l'affiche d'une production américaine French Kiss dans un petit rôle aux côtés de Kevin Kline et Meg Ryan. Suit le tournage à Cuba de la série estivale Terre indigo (1996), où elle incarne la sœur de Cristiana Reali. Elle profite des sept mois passés sur l'île pour s'initier à l'espagnol et à l'équitation.
En 1997, elle interprète son premier grand rôle au théâtre dans la pièce Dommage qu'elle soit une putain, de John Ford, mis en scène par Jérôme Savary. Elle y est Annabella, une jeune fille de seize ans qui vit un amour dévastateur avec son frère dans l'Angleterre du XVIe siècle.
En 1998, elle joue dans le téléfilm de Robin Renucci, La Femme d'un seul homme. Ce rôle de femme la change de la plupart de ses compositions précédentes : « Quand Robin m'a appelée pour ce rôle, j'étais vraiment étonnée. Nous nous étions rencontrés sur le tournage de La famille Sapajou où je jouais encore les petites pestes ».

### Percée au cinéma (années 2000)
Au cinéma elle interprète son premier rôle principal en 1999, dans Hygiène de l'assassin de François Ruggieri, l'adaptation cinématographique du roman homonyme d'Amélie Nothomb. La même année, elle est au théâtre la fille de Gérard Depardieu, Charles Quint, dans Les Portes du ciel de Jacques Attali. Ensuite, pour jouer dans le film brésilien O dia da caça, O, elle apprend le portugais et découvre l'Amazonie. Finalement, son rôle dans La Dilettante, où elle incarne la fille de Catherine Frot, lui vaut en 2000 une nomination aux Césars dans la catégorie « meilleur espoir féminin ».
En 2000, apprenant lors d'un déjeuner avec Cristiana Reali, amie depuis Terre indigo, que le metteur en scène Bernard Murat cherchait une actrice pour reprendre le rôle que Nicole Calfan avait créé dans Joyeuses Pâques, elle obtient une audition. Elle lit une scène face à Pierre Arditi et obtient le rôle qui lui vaudra le Molière de la révélation féminine en 2001. Pendant près d'un an et demi, elle incarne Julie, une jeune femme que Pierre Arditi espère prendre pour maîtresse mais qu'il doit faire passer pour sa fille lorsque sa femme revient à l'improviste. Elle confie alors : « Ça m'a longtemps agacée qu'on ne me propose que des rôles de gamine. J'avais envie de crier : Non, je suis une femme maintenant ! Aujourd'hui, je m'y suis faite. Et puis Julie est plus une femme voyou avec, certes, des côtés espiègles, enfantins. ».
En 2001, elle obtient le prix Suzanne-Bianchetti pour Un aller simple de Laurent Heynemann, un road movie qui la conduit en compagnie de Jacques Villeret et Lorànt Deutsch sur les pistes du Haut Atlas.
En 2003, Robert Hossein la choisit pour le rôle d'Antigone à ses côtés dans Antigone, de Jean Anouilh, mis en scène par Nicolas Briançon.
En 2005, pour la télévision, elle incarne Jeanne, héroïne du célèbre roman Une vie de Maupassant. En 2006, elle est Gabrielle, la maîtresse occasionnelle de Johnny Hallyday, alias Jean-Philippe Smet, dans la comédie fantastique Jean-Philippe de Laurent Tuel. Même si elle est peu présente à l'écran, son rôle dans la genèse du projet est primordial. Le scénariste, Christophe Turpin, confie : « À l'époque, je n'avais aucune certitude sur la faisabilité du projet. Seule Barbara Schulz, emballée par l'idée, m'avait conseillé d'aller au bout en me promettant de tout faire pour la faire passer à Johnny ». D'ailleurs Johnny confirme : « Là-dessus, l'actrice Barbara Schulz, qui joue aussi dans le film, a insisté. Finalement, j'ai lu le scénario. »
En 2006, elle devient marraine de l'Unadev (Union nationale des aveugles et déficients visuels) fondée en 1929.
Au cours de l’année 2007, elle interprète la sœur de Bérénice Bejo dans La Maison, de Manuel Poirier, où Sergi López cherche à racheter la maison d’enfance de deux sœurs qui a été saisie pour être vendue aux enchères.
En 2008, elle est présidente d'honneur de la 22e Nuit des Molières aux côtés de Clovis Cornillac.
Elle réalise son premier long métrage Le Secret de Khéops avec Fabrice Luchini en acteur principal, dont la sortie est prévue pour mars 2025.

### Vie privée
Barbara Schulz a été mariée au réalisateur James L. Frachon. En 2005, elle épouse Romain Hatchuel avec qui elle a une fille, Minne, née le 24 février 2005, et un garçon, Jérémy, né en 2011. Elle perd son père le jour de la naissance de sa fille.
Depuis 2015, elle partageait la vie d'Arié Elmaleh, avant de se séparer définitivement en 2025. [réf. nécessaire].

## Filmographie

### Actrice

#### Cinéma

##### Longs métrages
- 1993 : Coup de jeune de Xavier Gélin : la jeune fille de 14 ans
- 1994 : L'Histoire du garçon qui voulait qu'on l'embrasse de Philippe Harel : la fille à la terrasse du café
- 1994 : L'Irrésolu de Jean-Pierre Ronssin : Marianne
- 1994 : Grande Petite de Sophie Fillières
- 1995 : French Kiss de Lawrence Kasdan : la fille qui fait la moue
- 1999 : Comme une traînée de poudre (O Dia da caça) d'Alberto Graca : Monalise
- 1999 : Hygiène de l'assassin de François Ruggieri : Nina de Kerlec
- 1999 : La Dilettante de Pascal Thomas : Nathalie Dumortier
- 1999 : Rembrandt de Charles Matton : Janeke
- 2001 : Un aller simple de Laurent Heynemann : Valérie
- 2002 : Corto Maltese, la cour secrète des arcanes : Changaï Li (voix)
- 2003 : Toutes les filles sont folles de Pascale Pouzadoux : Céleste
- 2003 : Rien que du bonheur de Denis Parent : Sandra
- 2003 : Livraison à domicile de Bruno Delahaye : Alex
- 2004 : Cortex de Raoul Girard : Jennifer King
- 2004 : Les Textiles de Franck Landron : Sophie
- 2004 : San-Antonio de Frédéric Auburtin : Marianne
- 2006 : Jean-Philippe de Laurent Tuel : Gabrielle
- 2006 : Un été sans Nicolas de Benjamin Rataud
- 2007 : La Maison de Manuel Poirier : Laura
- 2008 : De l'autre côté du lit de Pascale Pouzadoux : L'épouse infidèle
- 2008 : Un homme et son chien de Francis Huster
- 2009 : Erreur de la banque en votre faveur de Michel Munz et Gérard Bitton : Stéphanie
- 2009 : Celle que j'aime d'Élie Chouraqui : Isabelle
- 2012 : Une semaine ordinaire (The Longest Week) de Peter Glanz : Marianne
- 2015 : La Dernière Leçon de Pascale Pouzadoux : Catherine
- 2017 : Baby Phone d'Olivier Casas : Juliette
- 2019 : À cause des filles..? de Pascal Thomas : Barbara
- 2023 : Super-bourrés de Bastien Milheau : Armelle
- 2023 : Bernadette de Léa Domenach : Aurore
- 2023 : Le Voyage en pyjama de Pascal Thomas : Anne
- 2024 : C'est le monde à l'envers ! de Nicolas Vanier : Sophie

##### Courts métrages
- 1993 : Vita sexualis de Vincent Garenq : Isabelle[16]
- 1994 : La Manche de Sébastien de Fonséca
- 1996 : Clueur de Nicolas Bazire : Karine
- 1998 : Enchanté Baby Jane de Christophe Turpin
- 2002 : 20, avenue Parmentier de Christophe Jeauffroy : Agnès[17]
- 2002 : Ces jours heureux de Olivier Nakache et Éric Toledano : la mère de Camille
- 2003 : Je m'indiffère de Alain Rudaz et Sébastien Spitz : Helena Keridan
- 2003 : film-annonce de la fête du cinéma 2003 réalisé par Fernand Berenguer : chef opérateur
- 2008 : La Chose de Jean-Marie Deleau[18].

#### Télévision

##### Séries et téléfilms
- 1993 : Les Grandes Marées : Anne
- 1994 : B comme Bolo de Jean-Michel Ribes : Aurore Marty
- 1994 : Madame le Proviseur (épisodes Boycott, La Bête et Fantasio) : Juliette
- 1995 : Facteur VIII d'Alain Tasma : Lise Bressian
- 1995 : Julie Lescaut (saison 4 épisode 4) : La fiancée assassinée d'Élisabeth Rappeneau - Amélie Duval
- 1996 : Terre indigo : Bérénice
- 1996 : Le Crabe sur la banquette arrière de Jean-Pierre Vergne : Elsa
- 1997 : La Famille Sapajou d'Élisabeth Rappeneau : Justine Sapajou
- 1998 : Nés quelque part de Malik Chibane : Chloé
- 1998 : Sapho de Serge Moati : Fatou
- 1998 : La Femme d'un seul homme de Robin Renucci : Barbara
- 1998 : La Famille Sapajou : Le Retour d'Élisabeth Rappeneau : Justine Sapajou
- 1999 : Sapajou contre Sapajou d'Élisabeth Rappeneau : Justine Sapajou
- 2000 : L'Enfant de la honte de Claudio Tonetti : Éloïse
- 2000 : Mes pires potes (série télévisée) : Hélène
- 2000 : L'Inconnue du Val-Perdu de Serge Meynard : Florence
- 2002 : Le Jeune Casanova (Il Giovane Casanova) de Giacomo Battiato : Charlotte
- 2003 : Il court, il court le furet de Didier Grousset : Marion
- 2004 : Colette, une femme libre de Nadine Trintignant : Polaire
- 2004 : L'Homme qui venait d'ailleurs de François Luciani : Léa
- 2005 : Une vie d'Élisabeth Rappeneau : Jeanne
- 2005 : Kaamelott : La Coccinelle de Madenn (saison 1 épisode 43) : Madenn
- 2007 : Voltaire et l'Affaire Calas de Francis Reusser : Marie Corneille
- 2007 : Paul et ses femmes d'Élisabeth Rappeneau
- 2008 : Seule de Fabrice Cazeneuve : Brigitte Nardier
- 2009 : Fais pas ci, fais pas ça : elle-même
- 2011 : En apparence de Benoît d'Aubert : Alice
- 2012 : Pan Am : Lena Bracca
- 2013 : Blacklist : Le Coursier (saison 1 épisode 5) : Laurence Dechambou
- 2014 : La vie à l'envers d'Anne Giafferi : Julie
- 2015 : Le Mystère du lac de Jérôme Cornuau : Lise Stocker
- 2016 : Baisers cachés de Didier Bivel : Corinne
- 2016 : Nadia de Léa Fazer : Nadia
- 2018 : Ben d'Akim Isker : Bénédicte Marceau
- 2019 : Les Petits Meurtres d'Agatha Christie (épisode L'Heure zéro) : Audrey Fontaine
- 2020 : Mauvaise Mère d'Adeline Darraux : Judith[19]
- 2020 : Romance d'Hervé Hadmar : Margaret Cadwell
- 2021 : Gloria de Julien Colonna : Marianne
- 2021 : Le Remplaçant de Nicolas Guicheteau : Agnès Letourneur
- 2021 : L'Art du crime : Un cœur de pierre (saison 5 épisode 1) : Nathalie Donati
- 2021 : I3P de Jérémy Minui : commissaire Nathalie Fontaine
- 2022 : Drame en haute mer d'Adeline Darraux : Nolwenn Lenormand
- 2023 : Un gars, une fille (au pluriel) : Une fille
- 2024 : Carpe Diem de Pierre Isoard : Capitaine Lucie Meunier
- 2026 : Les Farouches de  Christelle Raynal : commandante Myriam Kerrouche

##### Documentaire
- 2017 : Retour aux sources de Florence Kieffer - Barbara Schulz revient sur le passé de son grand-père allemand Werner Schulz, qui fut soldat de la Wehrmacht pendant la Seconde Guerre mondiale, de sa grand-mère française Marguerite, née Zeller, dont il tomba amoureux à Bar-le-Duc alors qu'il était prisonnier, ainsi que de son père Christian, né de cette union en 1947 à Metz[20].

### Réalisatrice
- 2018 : Le Malheur des autres (court métrage)
- 2025 : Le Secret de Khéops (long métrage)[21]

## Théâtre
- 1993 : Les Sorcières de Salem d'Arthur Miller, mise en scène Thomas Le Douarec
- 1996 : Le Bourgeois gentilhomme de Molière, mise en scène Jérôme Savary, Théâtre national de Chaillot
- 1997 : Dommage qu'elle soit une putain de John Ford, adaptation et mise en scène Jérôme Savary, Théâtre national de Chaillot
- 1999 : Les Portes du ciel de Jacques Attali, mise en scène Stéphane Hillel, Théâtre de Paris
- 2000 : Joyeuses Pâques de Jean Poiret, mise en scène Bernard Murat, Théâtre des Variétés
- 2003 : Antigone de Jean Anouilh, mise en scène Nicolas Briançon, Théâtre Marigny
- 2006 : Pygmalion de George Bernard Shaw, mise en scène Nicolas Briançon, Théâtre Comedia, avec Nicolas Vaude
- 2007 : En toute confiance de Donald Margulies, mise en scène Michel Fagadau, Comédie des Champs-Élysées
- 2009 : Parole et Guérison de Christopher Hampton, mise en scène Didier Long, Théâtre Montparnasse
- 2010 : Le Donneur de bain de Dorine Hollier, mise en scène Dan Jemmett, Théâtre Marigny
- 2010 : La Parisienne de Henry Becque, mise en scène Didier Long, Théâtre Montparnasse
- 2014 : King Kong Théorie de Virginie Despentes, mise en scène Vanessa Larré, La Pépinière-Théâtre
- 2016 : L'Éveil du chameau de Murielle Magellan, mise en scène Anouche Setbon, Théâtre de l'Atelier
- 2017 - 2018 : La Perruche de Audrey Schebat, mise en scène de l'auteur, Théâtre de Paris
- 2019 : Huit euros de l'heure de Sébastien Thiéry, mise en scène Stéphane Hillel, Théâtre Antoine
- 2022 : Comme il vous plaira de William Shakespeare, mise en scène Léna Bréban, La Pépinière-Théâtre
- 2024 : Comme il vous plaira de William Shakespeare, mise en scène Léna Bréban, Théâtre Hébertot

## Discographie
Livre audio
- 2007 : Le Menteur de Henry James, texte abrégé lu par Barbara Schulz, coll. « Écoutez lire », Gallimard, 10 mai 2007.

Musique
- 2013 : 99 Luftballons (reprise du tube de Nena de 1984), duo avec Helmut Fritz sur l'album Décalage immédiat de Helmut Fritz

## Distinctions

### Récompenses
- Prix Suzanne-Bianchetti 2001 pour Un aller simple
- Molières 2001 : Molière de la révélation théâtrale pour Joyeuses Pâques
- Festival de la fiction TV de La Rochelle 2016 : meilleure interprétation féminine pour Nadia[22]
- Molières 2022 : Molière de la comédienne dans un spectacle de théâtre privé pour Comme il vous plaira

### Nominations
- Molières 1999 : Molière de la révélation théâtrale pour Les Portes du ciel
- César 2000 : César du meilleur espoir féminin pour La Dilettante
- Molières 2001 : Molière de la comédienne dans un second rôle pour Joyeuses Pâques
- Molières 2006 : Molière de la comédienne pour Pygmalion

### Décorations
- Officière de l'Ordre national du Mérite, promue par décret le 2 mai 2017[23] (chevalière en 2009)